# ФК Работнички
ФК Работнички је фудбалски клуб из Скопља у Северној Македонији. Клуб је основан 1937. године и тренутно се такмичи у Првој лиги Македоније.
Работнички има четири титуле националног првенства и три трофеја националног купа. Своје утакмице игра на Националној арени Тоше Проески, која има капацитет од 32.580 седећих места.

## Историја
Работнички је основан 1937. као Волга. Фузионисањем ФК Радничког (1938) и Слободе (1940) настаје Работнички (1951) као железничарски клуб. У Југославији је био углавном у Другој лиги, а две године и у Првој савезној лиги.
Своје највеће успеха у догогодишњој историји постиже после 2001. када га презуима компанија Кометал и када мења име у Работнички Кометал и постаје стандардан мекедонски клуб и представљајући македонски фудбал на европској сцени. Прво првенство Македоније осваја у сезони 2004/05. и учествује у квалификацијама за Лигу шампиона. У сезони 2005/06. Работнички је успео да одбрани лигашку титулу.
Кометал и Трифун Костовски су 2008. напустили клуб. Уследило је освајање нових пет трофеја, Работнички је прво у сезони 2007/08. освојио дуплу круну, првенство и куп, а затим је у сезони 2008/09. освојио и други трофеј купа Македоније. У сезони 2013/14. уследила је нова дупла круна, освојени су 4. титула шампиона и 3. трофеј у купу.

## Успеси ФК Работничког
- Прва лига Македоније : 
  - Првак (4) : 2004/05, 2005/06, 2007/08, 2013/14.
  - Вицепрвак (3) : 2006/07, 2009/10, 2014/15.
- Куп Македоније : 
  - Освајач (4) : 2007/08, 2008/09, 2013/14, 2014/15.
  - Финалиста (3) : 2009/10, 2011/12, 2015/16.

## Стадион
Клуб своје утакмице као домаћин игра на Националној арени Тоше Проески у Скопљу, који има 32.580 седећих места. Стадион је променио име у Национална арена Тоше Проески у априлу 2019. Раније се звао „Градски стадион Скопље“ и тај назив и даље користи већина навијача, и Арена Филип II Македонски од почетка 2009. године након изградње северне трибине.

## ФК Работнички у европским такмичењима
| Сезона   | Такмичење        | Коло        | Клуб                | Резултат         |
| -------- | ---------------- | ----------- | ------------------- | ---------------- |
| 2000/01. | УЕФА куп         | кв.         | Ворскла Полтава     | 0:2, 0:2         |
| 2005/06. | Лига шампиона    | 1. коло кв. | Сконто              | 6:0, 0:1         |
| 2005/06. | Лига шампиона    | 2. коло кв. | Локомотива Москва   | 1:1, 0:2         |
| 2006/07. | Лига шампиона    | 1. коло кв. | Ф91 Диделанж        | 1:0, 0:0         |
| 2006/07. | Лига шампиона    | 2. коло кв. | Дебрецин            | 1:1, 4:1         |
| 2006/07. | Лига шампиона    | 3. коло кв. | Лил                 | 0:3, 0:1         |
| 2006/07. | УЕФА куп         | 1. коло     | Базел               | 2:6, 0:1         |
| 2007/08. | Куп УЕФА         | 1. коло кв. | Нова Горица         | 2:1, 2:1         |
| 2007/08. | Куп УЕФА         | 2. коло кв. | Зрињски Мостар      | 0:0, 2:1         |
| 2007/08. | Куп УЕФА         | 1. коло     | Болтон вондерерси   | 1:1, 0:1         |
| 2008/09. | Лига шампиона    | 1. коло кв. | Интер Баку          | 0:0, 1:1         |
| 2009/10. | УЕФА Лига Европе | 2. коло кв. | Крусејдерс          | 1:1, 4:2         |
| 2009/10. | УЕФА Лига Европе | 3. коло кв. | Оденсе              | 3:4, 0:3         |
| 2010/11. | УЕФА Лига Европе | 1. коло кв. | Луситанос           | 5:0, 6:0         |
| 2010/11. | УЕФА Лига Европе | 2. коло кв. | Мика                | 1:0, 0:0         |
| 2010/11. | УЕФА Лига Европе | 3. коло кв. | Ливерпул            | 0:2, 0:2         |
| 2011/12. | УЕФА Лига Европе | 1. коло кв. | Нарва Транс         | 4:1, 3:0         |
| 2011/12. | УЕФА Лига Европе | 2. коло кв. | Јувенес/Догана      | 1:0, 3:0         |
| 2011/12. | УЕФА Лига Европе | 3. коло кв. | Анортозис           | 2:0, 1:2         |
| 2011/12. | УЕФА Лига Европе | плеј-оф     | Лацио               | 0:6, 1:3         |
| 2014/15. | Лига шампиона    | 2. коло кв. | Хелсинки            | 0:0, 1:2         |
| 2015/16. | УЕФА Лига Европе | 1. коло кв. | Флора               | 2:0, 0:1         |
| 2015/16. | УЕФА Лига Европе | 2. коло кв. | Јелгава             | 2:0, 0:1         |
| 2015/16. | УЕФА Лига Европе | 3. коло кв. | Трабзонспор         | 1:0, 1:1 (прод.) |
| 2015/16. | УЕФА Лига Европе | плеј-оф     | Рубин Казањ         | 1:1, 0:1         |
| 2016/17. | УЕФА Лига Европе | 1. коло кв. | Будућност Подгорица | 1:1, 0:1         |
| 2017/18. | УЕФА Лига Европе | 1. коло кв. | Тре Пене            | 6:0, 1:0         |
| 2017/18. | УЕФА Лига Европе | 2. коло кв. | Динамо Минск        | 1:1, 0:3         |
| 2018/19. | УЕФА Лига Европе | 1. коло кв. | Хонвед              | 2:1, 0:4         |

## Тренутни састав
| Бр. |                    | Позиција | Играч              |
| --- | ------------------ | -------- | ------------------ |
| 1   | Северна Македонија | Г        | Игор Алексовски    |
| 2   | Северна Македонија | О        | Егзон Белица       |
| 3   | Северна Македонија | О        | Дин Аломеровић     |
| 4   | Нигерија           | О        | Содик Рашид        |
| 6   | Северна Македонија | О        | Мартин Мисердовски |
| 7   | Северна Македонија | Н        | Петар Петковски    |
| 8   | Северна Македонија | С        | Ермедин Адем       |
| 9   | Камерун            | Н        | Нгу Абега Ењанг    |
| 10  | Јамајка            | С        | Кристоџаје Дејли   |
| 11  | Република Ирска    | Н        | Али Регба          |
| 14  | Северна Македонија | Н        | Јован Бошнаков     |
| 15  | Северна Македонија | С        | Теодор Николовски  |
| 17  | Грузија            | С        | Лука Робакидзе     |

| Бр. |                    | Позиција | Играч                |
| --- | ------------------ | -------- | -------------------- |
| 18  | Камерун            | Н        | Марселен Гандо       |
| 19  | Албанија           | Н        | Атде Мазари          |
| 20  | Северна Македонија | О        | Бесир Демири         |
| 21  | Северна Македонија | Н        | Никола Манојлов      |
| 22  | Северна Македонија | О        | Стефан Лазаревић     |
| 24  | Северна Македонија | С        | Алмир Подграђа       |
| 25  | Северна Македонија | Г        | Филип Илић           |
| 26  | Северна Македонија | О        | Михаил Димитријевски |
| 28  | Уганда             | С        | Шафик Кагиму         |
| 31  | Јамајка            | Н        | Ревалдо Мичел        |
|     | Северна Македонија | О        | Андреј Љубевски      |
|     | Северна Македонија | Н        | Влатко Стојановски   |